# 醫聲論壇
醫聲論壇是由台灣醫界的醫師們發起的網路論壇，採用phpBB程式，目前經認證的醫師會員，已達1800人（2011年9月19日止）。

## 成立緣起
在2006年醫界是多事之秋，當時正值健保點值沉淪，93-94年度健保追扣款問題箭在弦上，醫界大團結北上集結抗議健保局後，被新聞界倒打一耙。自此，醫師們有感於形象屢屢遭有心人士醜化，醫界人才濟濟卻無法集中力量，公會功能不彰、沒有統一的對話窗口，醫師們只能斷斷續續在台南市醫師公會留言板上發牢騷，於是有人提議開立論壇。初步命名為「賤鴇論壇」，隨著醫師會員日漸增多，重新命名為「醫聲論壇」，並以埋頭鴕鳥為標記。

## 論壇宗旨
為最大多數的醫師們提供一個最好的意見交換平台。
論壇的真正老闆就是所有來此的醫師會員；管理員只是抱著服務的精神，想盡辦法提供一個有充分言論自由的論壇。沒有人可以去指導別人該怎麼說話，堅決相信每個醫師的人格與言論自由。充分保護在此發言的每一位會員的隱私與秘密。讓每個會員沒有白色恐怖的壓力，而可以自由發言。

## 論壇主題
公開討論的版面主題包括醫療政策、時事討論；血汗健保、媒體報導、醫界觀點等。
另有僅限醫師會員討論的秘密花園版面，主題包括醫療院所的經營管理、理財稅務、法規實務等。

## 會員制度
藍色會員為醫師會員，橘色會員未經認證，不一定具有醫師身份。
使用者可以自行註冊為橘色會員，若使用者具有醫師資格，可藉由中華民國醫師公會的電子信箱帳號取得藍色認證，代表具有醫師資格。

## 經費來源
目前皆不用向多數會員募捐；皆由熱心會員需要的時候就地自動奉獻。

## 論壇的影響
醫聲論壇為台灣醫師們自發性發起創立的非官方組織，有別於依《醫師法》第三十一條設立、具有官方色彩的中華民國醫師公會，因此更能勇於挑戰醫療政策、健保制度。
論壇的文章，經常發表於中華民國醫師公會的官方期刊台灣醫界雜誌因而影響台灣醫界的輿論，例如：
- 論健保局網路專線的荒謬
- 那一刻我狠狠咒罵自己為什麼要當醫師(上)
- 那一刻我狠狠咒罵自己為什麼要當醫師(下)
- 倫理學分---推出去砍了比較快
- 兒童用藥之我見
- 異鄉遊子的來信：我該回台灣嗎？
- 醫聲論壇診所CEO專區
- 醫師的媒體責任
- 真實與虛幻---從戲劇看醫德
- 一位高貴的小人物
- 醫師的投資理財
- 車震意外請付費

因為論壇擁有眾多醫師會員，成為不可忽視的民意，中華民國醫師公會亦正面肯定其功能，決議「增加與醫聲論壇之雙向溝通。」
略以：（一）醫師會員透過醫聲論壇發表意見，意見良好者建議可由全聯會幹部彙整後於委員會提案討論。（二）醫聲論壇中部分醫師不瞭解全聯會業務，建議積極培養更多幹部於醫聲論壇回覆相關意見。

### 不同的意見
醫聲論壇為維護會員言論自由，採行匿名政策，充分保護會員的隱私與秘密。但台灣醫界雜誌編審委員會亦要求該論壇投稿須「列出文稿整理者的姓名，以示負責。」

## 外部連結
- 醫聲論壇 （页面存档备份，存于）